# Johan Wikmanson
Johan Wikmanson, född  28 december 1753 i Tyska S:ta Gertruds församling, Stockholm, död 10 januari 1800 i Sankt Nikolai församling, Stockholm, var en svensk musiker och kompositör, ansedd som den främste svenskfödde wienklassikern.

## Biografi
Johan Wikmanson föddes 28 december 1753 i Tyska S:ta Gertruds församling, Stockholm. Han var son till färgaren Johan Wikman och Anna Maria Brinckmann. Wikmanson undervisades i klaverspel och generalbas av kapellmästaren Henrik Philip Johnsen och sattes 1770 i lära hos en matematisk instrumentmakare i Köpenhamn, varifrån han dock på grund av dålig behandling rymde och snart återvände till Sverige. Där anställdes han 1771 vid postverket och 1772 vid nummerlotteriet, där han blev kamrer 1778. Dessutom blev han organist i holländska kyrkan och senare, 1781, i Storkyrkan. Han blev 1788 ledamot av Musikaliska akademien, 1796 direktör för denna akademi och 1797 tillika lärare i harmoni och kontrapunkt vid dess läroverk. Wikmanson avled 10 januari 1800 i Sankt Nikolai församling, Stockholm och begravdes 16 januari samma år. Musikaliska akademien höll i februari 1801 en minnesfest över Wikmanson på Riddarhuset, med sorgmusik av Pehr Frigel.
Av Joseph Martin Kraus och Georg Joseph Vogler, som han var vän med, hade han inhämtat grundligare kunskap i komposition. Wikmanson fick beröm som skicklig violoncellist och orgelspelare samt komponerade bland annat klaversonater och stråkkvartetter i Haydns stil. Om kvartetterna har Tobias Norlind sagt att de präglas av plastisk formfulländning och djup känsla, självständig, personlig utarbetning och lekande humor omväxlande med tungt allvar. Tre av dessa kvartetter utgavs efter hans död av hans dotter Christina Maria Wikmanson, gift med Pehr Westerstrand.

## Verklista

### Orkesterverk
- Menuetto allegro

### Stråkduo
- Solo i C-dur
- Solo i D-dur

### Stråkkvartett
- Stråkkvartett i B-dur eller g-moll (endast violastämman finns bevarad).
- Stråkkvartett i A-dur.
- Tre kvartetter för två violiner, alt och violoncelle. Op. 1. Tillägnade Joseph Haydn.
  - 1. Stråkkvartett i d-moll
  - 2. Stråkkvartett i e-moll
  - 3. Stråkkvartett i B-dur

### Pianoverk
- Divertissement på Söderforss, tillägnat Anna Johanna Grill, 1784.
- Fragmenter för min lilla flicka, 2:a volymen, cirka 1790.
- Romance (sats två är ur stråkkvartett op. 1 nr 3).
- Tema med 7 variationer.
- Tema med variationer (ofullbordad).
- Sonat i C-dur (sista satsen är från Hönshuset).
- Sonat i h-moll.

### Orgel- eller klaververk
- Andante

### Cittra
- Sonat för cittra

### Skådespelsmusik
- Offer choeur till operetten Äfventyraren, 1790 och 1791.
- Final till operetten Eremiten, 1798.
- Recitativ och aria ur musiken till ett skådespel för Nytta och nöje, 1799.
- Syskon af vänskapens heliga röst för kör med stråkorkester.

### Sång och klaver
- Sammelsurium af Wisor och Små Sångstycken (Visboken). 
  - Den oväntade kyssen (Carl Michael Bellman), 1791,
  - Häckningen (Carl Michael Bellman), 1792

Har även gjort ett flertal visor och sånger till texter av Anna Maria Lenngren och Frans Michael Franzén. Även från tyska och franska skalder. En del av Dessa är tryckta i  Musikaliskt Tidsfördrif 1789, 1793 och 1806. En del är en tryckta i Skaldestycken. Bland annat nr 4, 1795: Jorden af Skaparen nydanad låg, Lärde med fåfäng kunskap blänka, Han, som en dag skall verlden döma, Det bör ej någon plåga ge.